# Madeleine Chazelle
Madeleine Chazelle, née à Paris, est une peintre et designer française du début du XXe siècle. 

## Biographie
Elle expose au Salon d'automne de 1928 la toile Nostalgie. Elle expose aussi des peintures du genre entre 1928-1930 au Salon des indépendants. Elle a exposé des peintures de bijoux dans la section d’Arts Décoratifs au Salon des Artistes Français. Elle y a été récompensée d’une mention honorable en 1927.